# サルメデ
サルメデ（伊: Sarmede）は、イタリア共和国ヴェネト州トレヴィーゾ県にある、人口約2,900人の基礎自治体（コムーネ）。

## 地理

### 位置・広がり

#### 隣接コムーネ
隣接するコムーネは以下の通り。括弧内のPNはポルデノーネ県所属を示す。
- カーネヴァ (PN)
- カッペッラ・マッジョーレ
- コルディニャーノ
- フレゴーナ

### 気候分類・地震分類
気候分類では、zona E, 2546 GGに分類される。
また、イタリアの地震リスク階級 (it) では、zona 2 (sismicità media) に分類される。